# 456 v. Chr.
Portal Geschichte | Portal Biografien | Aktuelle Ereignisse | Jahreskalender | Tagesartikel

◄ |
6. Jahrhundert v. Chr. |
5. Jahrhundert v. Chr. |
4. Jahrhundert v. Chr. |
►

◄ | 470er v. Chr. | 460er v. Chr. | 450er v. Chr. | 440er v. Chr. |
430er v. Chr. |
►

◄◄ | ◄ | 459 v. Chr. | 458 v. Chr. | 457 v. Chr. | 456 v. Chr. |
455 v. Chr. |
454 v. Chr. |
453 v. Chr. |
► |
►►

## Ereignisse

### Politik und Weltgeschehen
- Athen erobert Ägina. Ägina wird gezwungen, dem Attischen Seebund beizutreten und muss hohe Tribute an Athen zahlen.
- Der persische Großkönig Artaxerxes I. entsendet Megabyzos II. und Artabazos I. zur Niederschlagung des Aufstandes in Ägypten unter Inaros II.

### Religion und Kultur
- um 456 v. Chr.: Der unter der Leitung des Libon von Elis errichtete Zeustempel in Olympia wird fertiggestellt.

## Gestorben
- Aischylos, griechischer Dichter (* 525 v. Chr.)